# Tungvikt i grekisk-romersk stil i brottning vid olympiska sommarspelen 2000
Herrarnas brottningsturnering i grekisk-romersk stil i viktklassen tungvikt vid olympiska sommarspelen 2008 avgjordes den 24-26 september i Sydney i Sydney Convention and Exhibition Centre. 

## Medaljörer
| Klass    | Guld                       | Silver                   | Brons                |
| Tungvikt | Mikael Ljungberg · Sverige | Davyd Saldadze · Ukraina | Garrett Lowney · USA |

## Resultat

### Förkortningar
- EF — Vinst genom förverkande, förloraren ej plancerad
- E2 — Båda brottarna diskvalificerade för brott mot reglerna
- EV — Diskvalifikation från samtliga tävlingar för brott mot reglerna
- EX — 3 varningar eller brott mot reglerna
- PA — Skada/uteblivande
- PO — Vinst efter poäng, förloraren utan teknik-poäng
- PP — Vinst efter poäng, förloraren med teknik-poäng
- SP — Teknisk överlägsenhet, 10 poängs skillnad, förloraren hade poäng
- ST — Teknisk överlägsenhet, 10 poängs skillnad, förloraren utan poäng
- TO — Vinst efter fall
- KP — Klassificeringspoäng
- TP — Tekniska poäng

### Utslagningsronder

#### Grupp 1
| Tävlande               | Vunna | Förlorade | KP | TP |
| ---------------------- | ----- | --------- | -- | -- |
| Mikael Ljungberg (SWE) | 2     | 0         | 7  | 13 |
| Petru Sudureac (ROU)   | 1     | 1         | 4  | 8  |
| Ali Mollov (BUL)       | 0     | 2         | 1  | 1  |

| Röd              | Blå              | KP     | TP   |
| ---------------- | ---------------- | ------ | ---- |
| Petru Sudureac   | Mikael Ljungberg | 1-3 PP | 2-3  |
| Ali Mollov       | Petru Sudureac   | 1-3 PP | 1-6  |
| Mikael Ljungberg | Ali Mollov       | 4-0 ST | 10-0 |

#### Grupp 2
| Tävlande                  | Vunna | Förlorade | KP | TP |
| ------------------------- | ----- | --------- | -- | -- |
| Sergey Matviyenko (KAZ)   | 1     | 1         | 3  | 6  |
| Rafael Samourgashev (ARM) | 1     | 1         | 3  | 1  |
| Reynaldo Peña (CUB)       | 1     | 1         | 3  | 1  |

| Röd                 | Blå                 | KP     | TP  |
| ------------------- | ------------------- | ------ | --- |
| Reynaldo Peña       | Sergey Matviyenko   | 3-0 PO | 1-0 |
| Rafael Samourgashev | Reynaldo Peña       | 3-0 PO | 1-0 |
| Sergey Matviyenko   | Rafael Samourgashev | 3-0 PO | 6-0 |

#### Grupp 3
| Tävlande               | Vunna | Förlorade | KP | TP |
| ---------------------- | ----- | --------- | -- | -- |
| Garrett Lowney (USA)   | 2     | 0         | 6  | 10 |
| Gogi Koguashvili (RUS) | 1     | 1         | 4  | 6  |
| Marek Švec (CZE)       | 0     | 2         | 1  | 2  |

| Röd              | Blå              | KP     | TP  |
| ---------------- | ---------------- | ------ | --- |
| Garrett Lowney   | Marek Švec       | 3-0 PO | 2-0 |
| Gogi Koguashvili | Garrett Lowney   | 1-3 PP | 3-8 |
| Marek Švec       | Gogi Koguashvili | 1-3 PP | 2-3 |

#### Grupp 4
| Tävlande                | Vunna | Förlorade | KP | TP |
| ----------------------- | ----- | --------- | -- | -- |
| Gennady Chkhaidze (GEO) | 2     | 0         | 6  | 6  |
| Andrzej Wroński (POL)   | 1     | 1         | 3  | 7  |
| Hakkı Başar (TUR)       | 0     | 2         | 2  | 3  |

| Röd               | Blå               | KP     | TP  |
| ----------------- | ----------------- | ------ | --- |
| Gennady Chkhaidze | Andrzej Wroński   | 3-0 PO | 2-0 |
| Hakkı Başar       | Gennady Chkhaidze | 1-3 PP | 2-4 |
| Andrzej Wroński   | Hakkı Başar       | 3-1 PP | 7-1 |

#### Grupp 5
| Tävlande                  | Vunna | Förlorade | KP | TP |
| ------------------------- | ----- | --------- | -- | -- |
| Konstantinos Thanos (GRE) | 3     | 0         | 10 | 18 |
| Urs Bürgler (SUI)         | 2     | 1         | 7  | 12 |
| Park Woo (KOR)            | 1     | 2         | 4  | 11 |
| Ben Vincent (AUS)         | 0     | 3         | 0  | 0  |

| Röd                 | Blå         | KP     | TP   |
| ------------------- | ----------- | ------ | ---- |
| Konstantinos Thanos | Park Woo    | 3-0 PO | 3-0  |
| Ben Vincent         | Urs Bürgler | 0-4 ST | 0-11 |
| Konstantinos Thanos | Ben Vincent | 4-0 ST | 11-0 |
| Park Woo            | Urs Bürgler | 0-3 PO | 0-1  |
| Konstantinos Thanos | Urs Bürgler | 3-0 PO | 4-0  |
| Park Woo            | Ben Vincent | 4-0 ST | 11-0 |

#### Grupp 6
| Tävlande                 | Vunna | Förlorade | KP | TP |
| ------------------------ | ----- | --------- | -- | -- |
| Davyd Saldadze (UKR)     | 3     | 0         | 9  | 16 |
| Mindaugas Ežerskis (LTU) | 2     | 1         | 6  | 9  |
| Sergey Lishtvan (BLR)    | 1     | 2         | 6  | 13 |
| Hassene Fkiri (TUN)      | 0     | 3         | 1  | 3  |

| Röd                | Blå             | KP     | TP   |
| ------------------ | --------------- | ------ | ---- |
| Mindaugas Ežerskis | Sergey Lishtvan | 3-1 PP | 3-1  |
| Davyd Saldadze     | Hassene Fkiri   | 3-0 PO | 9-0  |
| Mindaugas Ežerskis | Davyd Saldadze  | 0-3 PO | 0-2  |
| Sergey Lishtvan    | Hassene Fkiri   | 4-0 ST | 10-0 |
| Mindaugas Ežerskis | Hassene Fkiri   | 3-1 PP | 6-3  |
| Sergey Lishtvan    | Davyd Saldadze  | 1-3 PP | 2-5  |

### Utslagningsträd
|  | Kvartsfinaler             | Kvartsfinaler        |                        |                           | Semifinaler          | Semifinaler |  |  | Final | Final |
|  |                           |                      |                        |                           |                      |             |  |  |       |       |
|  | 25 september              |                      |                        |                           |                      |             |  |  |       |       |
|  |                           |                      |                        |                           |                      |             |  |  |       |       |
|  | Mikael Ljungberg (SWE)    | 5                    |                        |                           |                      |             |  |  |       |       |
|  | Mikael Ljungberg (SWE)    | 5                    | 25 september           |                           |                      |             |  |  |       |       |
|  | Sergey Matviyenko (KAZ)   | 0                    |                        |                           |                      |             |  |  |       |       |
|  | Sergey Matviyenko (KAZ)   | 0                    | Mikael Ljungberg (SWE) | 8                         |                      |             |  |  |       |       |
|  |                           |                      | Mikael Ljungberg (SWE) | 8                         |                      |             |  |  |       |       |
|  |                           | Garrett Lowney (USA) | 1                      |                           |                      |             |  |  |       |       |
|  | Garrett Lowney (USA)      | Garrett Lowney (USA) | 1                      | 2                         |                      |             |  |  |       |       |
|  | Garrett Lowney (USA)      |                      | 26 september           | 2                         |                      |             |  |  |       |       |
|  | Gennady Chkhaidze (GEO)   | 0                    |                        |                           |                      |             |  |  |       |       |
|  | Gennady Chkhaidze (GEO)   | 0                    | Mikael Ljungberg (SWE) | 2                         |                      |             |  |  |       |       |
|  |                           |                      | Mikael Ljungberg (SWE) | 2                         |                      |             |  |  |       |       |
|  |                           | Davyd Saldadze (UKR) | 1                      |                           |                      |             |  |  |       |       |
|  | Konstantinos Thanos (GRE) | Davyd Saldadze (UKR) | 1                      |                           |                      |             |  |  |       |       |
|  |                           |                      |                        |                           |                      |             |  |  |       |       |
|  | Bye                       |                      |                        |                           |                      |             |  |  |       |       |
|  | Konstantinos Thanos (GRE) | 2                    | Bronsmatch             | Bronsmatch                |                      |             |  |  |       |       |
|  | Konstantinos Thanos (GRE) | 2                    | Bronsmatch             | Bronsmatch                |                      |             |  |  |       |       |
|  |                           | Davyd Saldadze (UKR) | 4                      |                           |                      |             |  |  |       |       |
|  | Davyd Saldadze (UKR)      | Davyd Saldadze (UKR) | 4                      |                           | Garrett Lowney (USA) | 3           |  |  |       |       |
|  | Davyd Saldadze (UKR)      |                      |                        |                           | Garrett Lowney (USA) | 3           |  |  |       |       |
|  | Bye                       |                      |                        | Konstantinos Thanos (GRE) | 1                    |             |  |  |       |       |
|  | Bye                       |                      |                        | Konstantinos Thanos (GRE) | 1                    |             |  |  |       |       |
|  |                           |                      |                        |                           |                      |             |  |  |       |       |
|  |                           |                      |                        |                           |                      |             |  |  |       |       |